# Доволенский сельсовет
Доволенский сельсовет — сельское поселение в Доволенском районе Новосибирской области Российской Федерации.
Административный центр — село Довольное.

## История
Статус и границы сельского поселения установлены Законом Новосибирской области от 2 июня 2004 года № 200-ОЗ «О статусе и границах муниципальных образований Новосибирской области»

## Население
| 2002  | 2010  | 2012  | 2013  | 2014  | 2015  | 2016  |
| ----- | ----- | ----- | ----- | ----- | ----- | ----- |
| 7839  | ↘7146 | ↘7047 | ↘7019 | ↘6951 | ↘6950 | ↗6969 |
| 2017  | 2018  | 2019  | 2020  | 2021  |       |       |
| ↘6870 | ↘6833 | ↘6704 | ↗6705 | ↘6460 |       |       |

## Состав сельского поселения
| № | Населённый пункт | Тип населённого пункта       | Население |
| - | ---------------- | ---------------------------- | --------- |
| 1 | Баган            | посёлок                      | ↘260      |
| 2 | Довольное        | село, административный центр | ↘6155     |
| 3 | Покровка         | село                         | ↘112      |